# Christian Hoffmann
Christian Hoffmann (* 22. prosince 1974, Aigen im Mühlkreis) je bývalý rakouský běžec na lyžích. Na olympijských hrách v Salt Lake City roku 2002 vyhrál závod na 30 kilometrů. V samotném závodě sice skončil druhý za Španělem Johannem Mühleggem, ale ten byl posléze diskvalifikován kvůli krevnímu dopingu a v roce 2004 tak byla zlatá medaile odevzdána Hoffmannovi. Ten již roku 1998 na hrách v Naganu bral bronz ze závodu na 50 kilometrů. Na světovém šampionátu získal zlato s rakouskou štafetou v roce 1999. Jeho nejlepším individuálním výsledkem na mistrovství světa bylo páté místo na 50 kilometrech v roce 2001. Ve světovém poháru vyhrál dva závody a dvacetkrát stál na stupních vítězů. Roku 2009 ukončil kariéru. Ani Hoffmann se ale nevyhnul dopingovému skandálu, byť ho dostihl až po konci závodní kariéry: v prosinci 2011 mu udělila Rakouská antidopingová agentura (NADA) šestiletý zákaz kvůli prokázanému krevního dopingu, jejž měl využívat v letech 2003 až 2006. Olympijské medaile mu byly nicméně ponechány.